# Microporella inermis
Microporella inermis is een mosdiertjessoort uit de familie van de Microporellidae. De wetenschappelijke naam van de soort is voor het eerst geldig gepubliceerd in 2001 door Liu & Liu.